# 400811 Gillesfontaine
400811 Gillesfontaine este o planetă minoră (asteroid), cu un diametru de 2,059 km, din centura de asteroizi. A fost descoperită pe 15 aprilie 2010 la Wise Observatory⁠(d) de Wide-field Infrared Survey Explorer⁠(d) și a fost numită după Gilles Fontaine⁠(d). 
Obiectul prezintă o orbită caracterizată de o semiaxă mare de 2,4378633852137 UAi, o excentricitate de 0,2659325394865, o înclinație de 14,748327724286 ° în raport cu ecliptica.